# Капалай
Капала́й (малайск. Pulau Kapalai — остров Капалай) — песчаная банка в море Сулавеси в составе Лигитанских островов Малайского архипелага. Принадлежит Малайзии, относится к территории штата Сабах.
Ранее Лигитан представлял собой полноценный остров, однако его территория длительное время уменьшалась за счёт естественных и антропогенных факторов, и с конца XX века верхушка банки показывается над поверхностью только в период морских отливов. На песчаной отмели и окружающих её коралловых рифах построены многочисленные рукотворные конструкции (мостки, строения на сваях, причалы и т.д.), позволившие оборудовать здесь популярный морской курорт.

## Физико-географическая характеристика

### Географическое положение
Географические координаты — 4°13′00″ с. ш. 118°41′00″ в. д.
Находится в море Сулавеси у юго-восточной оконечности Калимантана (расстояние до ближайшей точки Калимантана — около 20 км) в группе Лигитанских островов в 4,6 км к юго-востоку от острова Мабул, недалеко от морской границы между Малайзией и Индонезией. Территория Капалая значительно изменились за последние десятилетия, постоянно уменьшаясь из-за размывания морем и коммерческого вывоза местного песка. В результате с конца 1990-х годов он представляет собой фактически не остров, а низменную песчаную банку, верхушка которой возвышается над водной поверхностью только в период отливов. Очертания остатков острова значительно меняются в зависимости от морских приливов и отливов, иногда надводная часть банки оказывается разделена на несколько песчаных кос, переходящих в протяжённые песчаные отмели. В целом обнажающийся при отливах песчаный массив сохраняет продолговатую форму, будучи вытянут с юго-востока на северо-запад. При этом площадь пристроенных к банке рукотворных сооружений — причалов, волнорезов, различных зданий на подмостках и сваях — сопоставима с её собственной естественной площадью.

### Природные условия
Климат экваториальный, влажный, типичный для северо-восточной части Калимантана. Среднегодовой температурный максимум — +38 °C, минимум — +17 °C. Средняя дневная температура около +31 °C, температура воды в прилегающей акватории — 26—28 °C.
Банка окружена коралловыми рифами. Растительность на банке отсутствует, последние деревья и кустарники исчезли в 1998 году. Сухопутная фауна отсутствует, однако для рифов Капалая характерно большое многообразие биологических видов. Из рыб, в частности, встречаются лировых (лат. Callionymidae), удильщикообразных (лат. Lophiiformes), бычковых (лат. Gobiidae), тригловых (лат. Triglidae), типичны также различные виды осьминогов (лат. Octōpoda), кальмаров (лат. Teuthida), креветок (лат. Caridea) скатов, крабов, каракатиц, морских змей.

## Административная принадлежность
В административном плане Капалай относится к округу Семпорна (малайск. Daerah Semporna), входящему в состав области Тавау (малайск. Bahagian Tawau), который, в свою очередь, входит в состав восточномалайзийского штата Сабах (малайск. Negeri Sabah).

## Хозяйственное освоение
До конца 1990-х годов на Капалае велись разработки песка, который вывозился в Сингапур для использования на строительных работах. После завершения вывоза песка на остатках острова, несмотря на отсутствие постоянного населения, стала развиваться курортно-туристическая инфраструктура: богатство местной морской фауны позволяло сделать упор на создание здесь центра дайвинга и сноркелинга.
Улучшению условий для привлечения на Капалай туристов способствовало урегулирование в 2002 году многолетнего малайзийско-индонезийского спора о территориальной принадлежности ближайших к нему островов Сипадан и Лигитан (решением Международного суда ООН оба острова были признаны малайзийскими), способствовавшее общему оздоровлению ситуации и активизации морского судоходства в этой части моря Сулавеси.
С конца 2000-х годов Капалай является одним из наиболее популярных морских курортов Восточной Малайзии. Здесь создан гостинично-курортный комплекс «Сипадан-Капалай дайв резорт» (англ. Sipadan Kapalai Dive Resort), здания которого полностью расположены не на естественной поверхности песчаной банки, а на специально сооружённых мостках на сваях, опирающихся непосредственно на коралловый риф. Благодаря небольшим глубинам, относительно несложному рельефу дна и отсутствию сильных морских течений Капалай особо популярен среди начинающих ныряльщиков — по периметру банки оборудовано около 20 пунктов для дайвинга. Недостаток многих элементов туристической инфраструктуры — в частности, пляжей — компенсируется за счёт регулярного морского сообщения с Сипаданом и Мабулом, где постояльцы капалайской гостиницы пользуются соответствующими возможностями.
С учётом того, что малайзийские власти относят Лигитанский архипелаг к территориям, требующим особого внимания в рамках усилий по борьбе с незаконными пересечениями государственной границы и провозом контрабанды, на Капалае периодически проводятся инспекции по линии полиции и береговой охраны.

## Транспорт
Основное морское сообщение с Капалаем налажено через порт города Семпорна — оттуда регулярно прибывают скоростные катера, обеспечивающие транспортировку туристов, обслуживающего персонала и необходимых грузов (время в пути — около 45 минут). Осуществляется систематическое морское сообщение с Сипаданом и Мабулом (время в пути — около 15 минут). Имеется вертолетная площадка.

## Топографические карты
- Лист карты B-50-Г. Масштаб: 1 : 500 000.